# Jose Dávila
Jose Dávila (Guadalajara, México, 1974) es un artista mexicano multidisciplinario. Principalmente conocido por ser escultor, pero también trabaja con medios bidimensionales como la pintura, el dibujo y el arte gráfico. Es un artista autodidacta cuya práctica está influenciada por su formación inicial en arquitectura. Su obra abarca diferentes temas y conceptos como la tradición del modernismo en las artes, las nociones de equilibrio y balance manifestadas a través de la creación escultórica y las políticas de representación y reconocimiento dentro de las culturas visuales. Actualmente Dávila vive y trabaja en Guadalajara, México.

## Biografía

### Educación
Jose Dávila estudió arquitectura en el Instituto Tecnológico de Estudios Superiores de Occidente en Guadalajara, México. En distintas entrevistas el artista ha valorado esta educación inicial, sin embargo prefiere considerarse a sí mismo como un artista autodidacta, desarrollando un proceso de investigación propio a través de la historia del arte y de diversos artistas influyentes como Donald Judd, Sol LeWitt, Roy Lichtenstein y Jannis Kounnellis.

### Carrera y contexto
Jose Dávila pertenece a una generación prolífica de artistas de Jalisco, a la que también pertenecen nombres como Jorge Méndez Blake y Gonzalo Lebrija. La creación de la primera feria internacional de arte en México con el nombre de Expo Arte presentada en Guadalajara durante los años noventa, fue un acontecimiento catalizador que convirtió esta escena artística local en una comunidad con un enfoque internacional. Dávila también fue cofundador y codirector del espacio independiente OPA (Oficina para Proyectos de Arte) el cual se convirtió en un espacio influyente y único en su tipo para presentar la obra de artistas contemporáneos internacionales en Guadalajara. Artistas como Pipilotti Rist, Anri Sala, Yutaka Sone y Mario García Torres exhibieron en este espacio ubicado en el último piso de Condominios Guadalajara, una torre construida en los años 50 y que durante muchos años se erigió como el único rascacielos de la ciudad.

## Obra
Durante su carrera temprana Dávila comenzó a investigar el posible uso conceptual de las imágenes dentro del contexto artístico, manipulándolas de distintas maneras. Durante estos años comenzó su serie de la cual ha continuado hasta la actualidad. Estas series consisten en diferentes grupos de imágenes en las cuales se elimina el elemento principal de la composición a través de un corte en el soporte de la impresión, dejando solamente el fondo circundante. Dávila ha tratado temas relacionados con la arquitectura, la historia del arte, la cultura popular y el trabajo de artistas específicos como Pablo Picasso, Roy Lichtenstein, Dan Flavin y Richard Prince. Al presentar estas versiones incompletas de imágenes que son altamente familiares, Dávila invita al público a cuestionar las dinámicas inherentes del reconocimiento visual y cómo esto juega un rol vital en el establecimiento de culturas que se orientan primordialmente a través de lo visual. 

### Series de Donald Judd
Dávila ha replicado las icónicas esculturas conocidas como Stacks del artista estadounidense Donald Judd utilizando materiales simples y reutilizados como cartón y contenedores de carga reciclados. Estas obras se encuentran entre la apropiación, el homenaje y la recontextualización, pero más allá de querer reflexionar sobre la originalidad y la autenticidad, Dávila busca cuestionar la naturaleza misma del objeto escultórico. En una entrevista Dávila menciona cómo los Stacks de Judd funcionan al ocupar el espacio estableciendo relaciones espaciales, y que esto podría ser recreado con materiales más baratos y de origen local, pero produciendo el mismo gesto escultórico.

### Escultura
En años recientes Dávila ha desarrollado numerosos proyectos relacionados con la escultura. Crea sistemas estructurales complejos en donde piedras, materiales de construcción y objetos encontrados permanecen en balance precario. El artista equilibra el peso de los elementos a través de cinchos y cables para generar una composición estable. Sus instalaciones in situ de gran escala en ocasiones involucran materiales obtenidos de manera local. Como tema de investigación, Dávila se ha enfocado en la historia material y cultural de las piedras y su relación con el mundo humano.

### Proyectos de arte público

#### Sense of Place(Los Ángeles, 2017)
En 2017 LAND (Los Angeles Nomadic Division) comisionó a Jose Dávila la creación de un proyecto escultórico que pudiera interactuar en proximidad con la ciudad de Los Ángeles y sus habitantes. El resultado fue una escultura modular de gran escala que transitó a través de diferentes sitios icónicos y barrios de Los Ángeles. La escultura consistía en un cubo de 2.5 metros de alto conformado por 40 piezas individuales de concreto. Inicialmente la obra se presentó ensamblada en su totalidad en West Hollywood Park y después los diferentes módulos se distribuyeron a lo largo de la ciudad. La naturaleza de la obra era completamente relacional e interactiva con el público; la superficie de concreto previamente inalterada terminó cubierta con grafiti y diferentes intervenciones. Después de tres meses las piezas se volvieron a juntar y se presentó el cubo completo por última vez mostrando todas sus modificaciones en West Hollywood Park.

## Selección de exposiciones

### Exposiciones individuales[15]
- Centro Internazionale di Scultura, Peccia, Suiza (2020)[16]
- Dallas Contemporary, Dallas (2020)[17]
- Museo Amparo, Puebla, México (2019)[18]
- Museo Universitario del Chopo, Ciudad de México (2019)[19]
- Franz Josefs Kai, Viena (2018)[20]
- Sammlung Philara, Düsseldorf (2018)[21]
- Blueproject Foundation, Barcelona (2017)[22]
- Kunsthalle de Hamburgo, Hamburgo (2017)[23]
- SCAD Museum of Art, Savannah, EE. UU. (2016)[24]
- Museo Jumex, Ciudad de México (2016)[25]
- Marfa Contemporary, Marfa, EE. UU. (2016)[26]

### Exposiciones colectivas y bienales
- Museum Voorlinden, Wassenaar, Netherlands (2020, 2016)[27][28]
- 22nd Biennale de Sydney (2020)[29]
- Gropius Bau, Berlín (2019)[30]
- Museo Haus Konstruktiv, Zürich (2019)[31]
- 13 Bienal de La Habana (2019)[32]
- YUZ Museum, Shanghái (2018)[33]

- KANAL Centre Pompidou, Bruselas (2018)[34]
- Museo de Arte Contemporáneo de Buenos Aires, Buenos Aires (2018)[35]
- Museo de Arte Moderno, Gunma, Japón (2017)[36]
- Centro Pompidou, París (2016)[37]
- Museo Tamayo, Ciudad de México (2014)[38]
- Museu do Arte Moderna, Sao Paulo (2009)
- Praga Biennale 2 (2003)
- Puerto Rico Biennale 02 (2002)

## Colecciones
Obras de Jose Dávila son parte de las siguientes colecciones públicas y privadas:
- Museo Solomon R. Guggenheim, Nueva York
- Centro Pompidou, París
- Museo Nacional Centro de Arte Reina Sofía, Madrid
- Thyssen-Bornemisza Art Contemporary, Viena
- Marciano Art Foundation, Los Ángeles
- Museo Universitario de Arte Contemporáneo, Ciudad de México
- Inhotim Collection, Brumadinho

## Premios y reconocimientos
- Annual Artist Award del BALTIC Centre for Contemporary Art (2017)[40]
- Premio de Arte latinoamericano EFG ArtNexus  (2014)[41]